# Bring Your Own Brigade
Bring Your Own Brigade  es una película documental estadounidense de 2021, escrita, dirigida y producida por Lucy Walker. Explora las secuelas del Camp Fire de 2018, el incendio forestal más letal y devastador en la historia de California.
El estreno mundial de la película fue el 29 de enero de 2021 en el Festival de Cine de Sundance. El 6 de agosto de 2021, antes de su estreno televisivo el 20 de agosto de 2021 en  Paramount+, el documental tuvo un estreno limitado en CBSN Films y Paramount Pictures.

## Resumen
La película narra el incendio forestal Camp Fire así como sus secuelas y las dificultades de las ciudades para reconstruir y debatir qué medidas pudieron haber evitado la oleada de incendios que sufrió California en 2018. También explora la historia de los incendios descontrolados y sus causas, incluido el papel del cambio climático y de las grandes corporaciones.

## Producción
Lucy Walker había estado trabajando en un cortometraje sobre el Thomas Fire, que hasta la fecha era el mayor incendio forestal de California. Tras los incendios de Camp Fire y Woolsey Fire, empezó a recopilar historias, y pronto cayó en la cuenta de que contaba con material suficiente para realizar una versión más larga, lo que le permitiría incidir tanto en las causas de estos incendios como en los efectos del cambio climático. Junto a los miembros de su equipo técnico, Walker tomó imágenes de los bomberos en su lucha contra el fuego según avanzaban en las tareas de extinción e incorporó material audiovisual que le facilitaron residentes y voluntarios mediante AirDrop.

## Estreno
La película se estrenó en el Festival de Cine de Sundance el 29 de enero de 2021  y en junio de ese mismo año la cadena de televisión CBSN adquirió los derechos de distribución para los Estados Unidos. El 6 de agosto de 2021, antes de su estreno televisivo el 20 de agosto de 2021 en  Paramount+, el documental tuvo un estreno limitado.

## Recepción

### Recepción crítica
Bring Your Own Brigade tuvo una buena recepción por parte de los críticos. En Rotten Tomatoes cuenta con un índice de valoración del 89%, en base a un total de 27 reseñas, que constan de una media de 7,40/10. En Metacritic, tras las reseñas de 5 críticos, la película obtiene una puntuación de 81/100, dándole el estatus de «universal acclaim».
En su reseña para The New York Times, Manhola Dargis valoró la película de forma positiva: «En Bring Your Own Brigade, Lucy Walker, su directora, no se centra únicamente en los incendios sino que los investiga e intenta comprenderlos. Es una película dura, inteligente e impresionante. Una de sus virtudes es que Walker, una británica emigrada a Los Ángeles, no parecía tenerlo todo claro antes de iniciar el rodaje. En un principio se muestra franca, curiosa y verdaderamente preocupada, pero su manera de abordar el tema —la forma en la que mira y escucha y cómo organiza el material— deja espacio para el descubrimiento. Resulta gratificante, además, comprobar que su aproximación está libre del artificio y la engreída hostilidad que caracteriza a gran parte de California. Particular y universal, angustiosa a la vez que  esperanzadora, Bring Your Own Brigade se abre a un mundo en llamas». La reseña de Bob Strauss para The San Francisco Chronicle también fue positiva: «Gracias a la decisión de juntar las escalofriantes grabaciones realizadas por las víctimas con sus teléfonos móviles y las desgarradoras llamadas a los servicios de emergencia, el equipo de Walker consigue sumergirnos en un terror llameante como pocas películas lo habían hecho hasta ahora». A. O. Scott del The New York Times vio la película en el Festival de Cine de Sundance y la describió en estos términos: «Una revisión forense despiadada de algunos de los incendios forestales más horribles de California. La primera parte de la película es una inmersión casi insoportable en el terror, incluidas las llamadas al 911 así como vídeos de teléfonos que captan muerte y destrucción a tiempo real. Walker, una emigrante británica con papeletas para no ser capaz de superar su condición de extranjera, es llevada por una mezcla de empatía y curiosidad intelectual mientras que intenta entender la ecología, la economía y la política del fuego. Al abordar no solo la narrativa del desastre sino también sus consecuencias —lo que, inevitablemente, supone la premonición de una próxima catástrofe— el punto de vista se amplía, mientras la cámara sigue enfocada en eventos locales e historias individuales. De una manera que no puedo llegar a explicar pero que quedará clara cuando vayáis a verla, Bring Your Own Brigade para mí se queda como una de las pioneras; es, sin duda, una película definitiva sobre la actual pandemia» y añadió unos días más tarde en su resumen de «lo mejor del Festival de Cine de Sundance» que la película estaba en su lista de aquellas que «más quería volver a ver y escribir.Bring Your Own Brigade: El documental de Lucy Walker sobre algunos de los peores incendios forestales recientes de California es íntimo y extenso, una película en respuesta a la catástrofe que está llena de sorpresas narrativas y tacto humano».